# Orchestra!
Orchestra! è stato un programma televisivo musicale prodotto dalla BBC nel 1991 poi distribuita per la Deutsche Grammophon ed co-condotta dal direttore d'orchestra Georg Solti assieme al comico, attore, musicista, compositore, jazzista e pianista Dudley Moore. Perfettamente divertente e una celebrazione educativa dell'orchestra il programma si specializza nel educazione musicale, combinando la grande ed unica professionalità di Solti ed la comicità di Moore per creare un mix perfetto di musica, educazione e divertimento che coinvolge anche tutti i membri dell'orchestra.
Lo spettacolo introduce gli strumenti e i meccanismi dell'orchestra sinfonica utilizzando la collaborazione dell'attore ed comico Dudley Moore (dai film 10 e Arthur), che era anche un abile pianista. 
Dal programma ne è stato tratto un seguito, Dudley Moore presents Concerto!, e questa volta con Moore stesso come conduttore insieme al direttore d'orchestra americano Michael TIlson Thomas. 

## DVD
Dalla serie sono stati tratti dei DVD, contenenti i brani presentati nel programma:

### DVD 1: Orchestra!
Orchestra! The Essential Introduction to the Symphony Orchestra
1. Introduction to Orchestra! – 3:30
2. Don Juan on the piano & in sections of the orchestra – 8:02
3. The players – 4:12
4. A brief history of the orchestra: strings – 1:46
5. A brief history of the orchestra: woodwind – 2:15
6. A brief history of the orchestra: brass – 1:16
7. A brief history of the orchestra: percussion & piano – 2:46
8. Upper strings – 3:48
9. Bach & his Brandenburg Concerto No.3 – 4:19
10. Brandenburg Concerto No.3 in performance – 2:44
11. Mutes & violas – 3:52
12. Handel, the difficult search for a leader... – 3:24
13. Bach and Handel – 1:40
14. Handel: Concerto grosso Op.6 No.11 in performance – 5:49
15. Woodwind – 0:52
16. Haydn, the symphony and water in the oboe – 7:52
17. Haydn: Symphony No.99 in performance – 4:07
18. Haydn and Mozart – 1:21
19. Mozart's Overture to The Marriage of Figaro... – 4:14
20. Early Mozart – 1:42
21. Overture to The Marriage of Figaro in performance – 4:05
22. It is difficult to play the oboe – 1:18
23. Lower strings – 2:37
24. Cellos, double basses and a recitative – 6:54
25. Symphony No.9 in performance – 6:00
26. More on cellos and double basses... – 5:38
27. The "Unfinished" Symphony in performance – 4:30
28. Brass – 2:11
29. From restrained tones to the Wagner brass – 3:14
30. More Meistersinger and more brass – 7:55
31. "Do you want to play?" – 2:22
32. Berlioz's Symphonie fantastique and how... – 4:35
33. The Symphonie fantastique in performance – 5:19
34. Percussion – 3:35
35. Gongs and triangles – 2:55
36. Bartok's Music for Strings, Percussion & Celeste... – 4:32
37. "What the hell is that?" – 0:47
38. Lutoslawski's Symphony No.3 – 4:51
39. Symphony No.3 Conclusion – 2:22

#### Orchestra! The Essential Introduction to the Symphony Orchestra
1. Ravel's La Valse – 2:36
2. La Valse in performance – 3:01

### DVD 2: Orchestra!

#### Orchestra! The Essential Introduction to the Symphony Orchestra
1. Piano: Tchaikovsky's Piano Concerto No.1 – 1:23
2. This huge piece of machinery – 4:44
3. Brahms's Haydn Variations – 2:28
4. Variation No.5 in performance – 2:44
5. Variation No.7 in performance and a love story – 3:19
6. Schumann's Piano Concerto – 4:07
7. Schumann's Piano Concerto in performance – 6:12
8. The Conductor – 7:40
9. This will be the fun part... – 9:26
10. Sir Georg is a funny man... – 5:12
11. That instrument is one of my closest friends – 8:54
12. The day of the concert - I want what I want – 2:55
13. Don Juan in performance – 16:19

#### The Making of "Orchestra"
1. "Good music is not difficult to understand" – 21:30
2. Beethoven Symphony No.9 in performance – 3:46
3. Credits – 1:49

### CD 3: Orchestra!
1. Concerto Grosso in A, Op.6, No.11, HWV 329 Allegro – 1:30
2. Brandenburg Concerto No. 3 in G Major, BWV 1048 (Allegro) – 6:12
3. Symphony No.99 In E-Flat Major, Hob.I:99 Adagio (excerpt) – 2:05
4. Le nozze di Figaro, K. 492 Overture – 4:06
5. Symphony No. 9 in D Minor, Op. 125 "Choral" Allegro assai – 5:59
6. Symphony No. 8 in B Minor, D. 759 "Unfinished" Allegro moderato (excerpt) – 3:46
7. Piano Concerto in A Minor, Op. 54 Allegro affettuoso (Excerpt) – 5:59
8. Symphonie fantastique, Op. 14, H 48 Marche au supplice (Allegretto non troppo) – 4:36
9. Die Meistersinger von Nürnberg, WWV 96 Prelude – 9:17
10. Variations on a Theme by Haydn, Op. 56a Arr.
  1. Two pianos Variation V. Vivace – 0:57
  2. Original Version for Orchestra Variation V: Vivace – 0:55
  3. Schleswig Holstein Festival Orchestra, Georg Solti Arr. Two pianos Variation VII. Grazioso – 2:55
11. Piano Concerto No. 1 in B-Flat Minor, Op. 23, TH 55 Ist Movement - Excerpt – 1:47
12. Don Juan, Op. 20, TrV 156 – 16:01
13. La Valse, M.72 Choreographic poem, for Orchestra Conclusion – 2:45
14. Music for Strings, Percussion and Celesta, BB 114 (Sz.106) Allegro (Excerpt) – 1:17
15. Le Sacre du Printemps
  1. Version for Orchestra (published 1921) Part 1: The Adoration Of The Earth Adoration of the Earth – 1:30
16. Symphony No.3 Conclusion – 2:33